# Treća liga SR Jugoslavije 1998-1999
La Treća liga SR Jugoslavije 1998-1999 è stata la 7ª edizione della terza divisione di calcio per squadre della Repubblica Federale di Jugoslavia.
Con questa edizione la Treća liga tornò al terzo livello calcistico, dopo due edizioni al quarto.

## Avvenimenti
Il 24 marzo 1999 sono iniziati i bombardamenti aerei della NATO sulla RF Jugoslavia e ciò ha portato all'interruzione della stagione 1998-99 che così non è stata terminata. Le retrocessioni sono state bloccate.

## Serbia

### Vojvodina
```
CLASSIFICA AL MOMENTO DELL'INTERRUZIONE
[
1
]

Cement (Beočin)              43

Big bul (Bačinci)            36

Kabel (Novi Sad)             33

Veternik (Novi Sad)          32
Mladost Uni. luks (Lukićevo) 29
Elan (Srbobran)              27
Jedinstvo Stević (Kačarevo)  27
Radnički (Bajmok)            26
Bačka (Bačka Palanka)        26
Vršac                        25
Solunac (Karađorđevo)        25
Srem (Sremska Mitrovica)     25
Begej (Žitište)              23
Radnički (Nova Pazova)       23
Sutjeska (Bačko Dobro Polje) 21
Sloven (Ruma)                18
Radnički (Sombor)            17
Mladost (Bački Jarak)        16

Le prime 3 vengono promosse in 
Druga liga SR Jugoslavije 1999-2000
```

### Belgrado
```
CLASSIFICA DOPO IL GIRONE D'ANDATA
[
2
]

BSK Borča                    39

Teleoptik                    39

Železničar                   38

Balkan Mirjevo               29
Mladenovac                   27
Trudbenik                    26
Polet                        24
Grafičar                     23
Voždovac                     21
BASK                         21
Bežanija                     19
Rakovica                     17
Sinđelić                     17
PKB Padinska Skela           16
BSK Batajnica                16
Dorćol                       16
Srem Jakovo                  15
Crvena zvezda MML            11

Le prime 3 vengono promosse in 
Druga liga SR Jugoslavije 1999-2000
```

### Danubio
```
CLASSIFICA DOPO IL GIRONE D'ANDATA
[
2
]

Rudar Kostolac               39

ZSK Valjevo                  30

Rađevac Krupanj              30

Mačva Šabac                  30
Železničar Smederevo         29
Mačva Bogatic                29
Gučevo Banja Koviljača       27
Ribnica Mionica              26
Selevac                      24
VGSK Veliko Gradište         24
Sloga Lipnički Šor           22
Borac Veliko Laole           22
Radnički Zorka Šabac         21
Morava Velika Plana          20
Jedinstvo Ub                 19
MIP Požarevac                16
Mladi Radnik Radinac         13
Mladost Sm. Palanka          12

Le prime 3 vengono promosse in 
Druga liga SR Jugoslavije 1999-2000
```

### Moravia
```
CLASSIFICA DOPO IL GIRONE D'ANDATA
[
2
]

Šumadija Kragujevac          40

Zlatibor Užice               34

Sevojno                      33
Vodojaža Grošnica            31
Badnjevac                    30
Zastava Kragujevac           30
Polet Ljubić                 28
Šumadija Aranđelovac         27
Jedinstvo Užice              27
Metalac Trgovački Kraljevo   25
Omladinac Zablaće            22
Karađorđe Topola             22
Sloga Požega                 21
Rudar Baljevac               18
Takovo Gornji Milanovac      15
Gruža                        13
FAP Priboj                    6
Polimlje Prijepolje           5

Le prime 2 vengono promosse in 
Druga liga SR Jugoslavije 1999-2000
```

### Timok
```
CLASSIFICA DOPO IL GIRONE D'ANDATA
[
2
]

Trajal Kruševac              39
Radnički Svilajnac           33
Temnić Varvarin              32
Majdanpek                    29
Đerdap Kladovo               26
Rudar Bor                    26
Župa Aleksandrovac           25
Napredak Kušiljevo           25
Juhor Obrež                  24
Jagodina                     24
Timok Zaječar                23
Putevi Zaječar               21
Kopaonik Brus                20
Timočanin Knjaževac          19
Hajduk Veljko Negotin        18
SFS Borac Paraćin            18
Borac Bivolje                17
Morava Ćuprija               13

Le prime 3 vengono promosse in 
Druga liga SR Jugoslavije 1999-2000
```

### Niš
```
CLASSIFICA DOPO IL GIRONE D'ANDATA
[
2
]

OFK Niš                      36

Rudar Aleksinački Rudnici    35

Dubočica Leskovac            33

Vučje                        32

Radnički Pirot               29
Pukovac                      27
Sinđelić Niš                 25
Železničar Niš               25
Dinamo Vranje                25
Radnik Surdulica             24
Radan Lebane                 21
Pusta Reka Bojnik            20
Zadrugar Žitorađa            18
Svrljig                      18
Čelik Belo Polje
[
3
]
           18
Progres Pirot                17
Jastrebac Blace              17
Car Konstantin Niš           15

Le prime 4 vengono promosse in 
Druga liga SR Jugoslavije 1999-2000
```

## Montenegro
```
CLASSIFICA DOPO IL GIRONE D'ANDATA
[
2
]

Mladost Podgorica            37

Bokelj Kotor                 35

Jedinstvo Bijelo Polje       35

Grbalj Radanovići            35

Ibar Rožaje                  25

Zabjelo Podgorica            23
Bratstvo Cijevna             21
Gusinje                      20
Crvena stijena Podgorica     20
Petrovac                     19
Jezero Plav                  15
Cetinje                      13
Kom Podgorica                13
Ribnica Podgorica            11
Dečić Tuzi                   10
Iskra Danilovgrad             3

Le prime 5 vengono promosse in 
Druga liga SR Jugoslavije 1999-2000
```